# Marion Schreiber
Pour les articles homonymes, voir Schreiber.
Marion Schreiber née en 1942 à Drossen, près de Francfort-sur-l'Oder, et morte à Bruxelles, le 18 juillet 2005 était une journaliste et une écrivaine allemande. Rédactrice puis correspondante du Spiegel à Bruxelles, elle s'intéressera par la suite à la Shoah en Belgique.

## Éléments biographiques
Marion Schreiber grandit en Basse-Saxe, à Bad Pyrmont et à Wolfsbourg. Elle étudie ensuite l'allemand, les langues romanes à Fribourg, à Göttingen et à l'université libre de Berlin. Elle travaille ensuite comme pigiste à Berlin et à Bonn. De 1970 à 1986, elle est rédactrice au Der Spiegel. De 1986 à 1998, elle est correspondante du Spiegel à Bruxelles où elle s'installera définitivement en tant qu'auteure indépendante. Elle y décède, le 18 juillet 2005.
Elle est particulièrement connue pour son ouvrage sur l'attaque du XXe convoi de la déportation des Juifs de Belgique: Rebelles silencieux (cf. bibliographie).

## Reconnaissances
- Chevalier de l'ordre du Mérite de la République fédérale d'Allemagne.

## Publications
- Marion Schreiber, Rebelles silencieux, Bruxelles, Lannoo, 2000, 316 p. (ISBN 978-2-87386-453-8, lire en ligne)
- (en) Marion Schreiber, Silent Rebels : The True Story of the Raid on the Twentieth Train to Auschwitz, Atlantic, 2003, 308 p. (ISBN 978-1-903809-89-1)

- (en) Marion Schreiber, The twentieth convoy, Grove Press, 2005, 320 p. (ISBN 978-0-8021-4185-9)